# Tim Hunt
Sir Richard Timothy Hunt FRS (Neston, Cheshire, Anglaterra, 1943) és un bioquímic anglès guardonat amb el Premi Nobel de Medicina o Fisiologia l'any 2001.
Va néixer el 19 de febrer de 1943 a la ciutat de Neston, població situada prop de Liverpool al Chesire. Va estudiar bioquímica a la Universitat d'Oxford i el 1968 es va doctorar a la Universitat de Cambridge. Després d'iniciar la seva recerca científica a Cambridge es traslladà als Estats Units per esdevenir membre del Laboratori de Biologia Marina de Woods Hole, situada a l'estat nord-americà de Massachusetts. El 1991 retornà a Anglaterra per treballar a la Fundació Nacional de Recerca del càncer. Aquell mateix any fou nomenat membre de la Royal Society de Londres i el 1999 membre associat extern de l'Acadèmia Nacional de Ciències dels Estats Units. L'any 2006 fou nomenat Cavaller per part de la reina Elisabet II del Regne Unit.

## Recerca científica
L'any 1982, durant la seva estada a Woods Hole, va efectuar el major dels seus descobriments. En el transcurs d'una sèrie d'experiments usant òvuls d'un eriçó de mar va descobrir la molècula de ciclina, la proteïna que periòdicament permet augmentar o disminuir la concentració d'eucariotes al llarg del cicle cel·lular. Hunt va observar que aquestes comencen a produir-se després de la fecundació de l'òvul i els seus nivells augmenten durant la interfase o cicle cel·lular, i com després d'aquest període descendeixen abruptament abans d'acabar-se la mitosi en cada divisió cel·lular. Així mateix també va demostrar la presència de ciclines en les cèl·lules dels animals vertebrats, on també regulen el cicle cel·lular, demostrant a continuació que les ciclines s'uneixen i activen a una família de proteïnes cinases, conegudes avui dia amb el nom de cinasa dependent de ciclina (CDKS), una de les quals havia estat ja identificada per Paul Nurse com un regulador crític del cicle cel·lular.
L'any 2001 li fou concedit el Premi Nobel de Medicina o Fisiologia, juntament amb Leland H. Hartwell i Paul Nurse, pels seus treballs sobre el cicle cel·lular.